# Listă de tumori maligne (clasificare histogenetică)
Aceasta este o listă de tumori maligne. Criteriul de clasificare folosit este cel histogenetic.
1. Carcinoame (Epitelii)
  1. Carcinom 
    1. scuamos (Celule scuamoase)
    2. bazocelular (Celule bazale)

  2. Adenocarcinom (Epiteliu glandular)
  3. Carcinom tranzițional (Epiteliu tranzițional)
  4. Carcinom nediferențiat (Celula epitelială)
2. Sarcoame (Țesut conjunctiv)
  1. Părți moi
    1. Mezenchimale
      1. Liposarcom (Țesut adipos)
      2. Fibrosarcom (Țesut conjunctiv)
      3. Neurofibrosarcom
      4. Mezenchimom malign (Țesut mezenchimal pluritisular)

    2. Musculare
      1. Rabdomiosarcom (Țesut muscular striat)
      2. Leiomiosarcom (Țesut muscular neted)

    3. Vasculare
      1. Hemangiosarcom (Endoteliu vascular)
      2. Sarcom Kaposi (Endoteliu vascular)
      3. Hemangiopericitom malign (Endoteliu vascular)
      4. Limfangiosarcom (Vase limfatice)

    4. Sarcom sinovial (Țesut sinovial)

  2. Condrosarcom (Cartilaj)
  3. Osteosarcom (Os)
3. Mezoteliom malign (Mezoteliu)
4. Tumori ale țesutului hematoformator 
  1. Leucemie (Țesut mieloid)
  2. Limfom (Țesut limfoid)
5. Tumori maligne germinale: 
  1. Seminomatoase
  2. Nonseminomatoase
6. Tumori maligne neurale
  1. 
    1. Schwannom malign (Celula Schwann)
    2. Ganglioblastom, ganglioneuroblastom (Țesut ganglionar)
    3. Paragangliom malign (Structuri paraganglionare)

  2. 
    1. Astrocitom malign, glioblastom multiform (Astrocit),
    2. Ependimoblastom (Ependimocit)
    3. Neuroblastom (Celula nervoasă)
    4. Meduloblastom (Celula granulară externă)
    5. Carcinom choroidian (Epiteliu choroid)
    6. Pineacitom malign (Parenchim pineal)
    7. Feocromocitom
7. Teratocarcinom (Țesut embrionar)
8. Tumori mixte